# Nicholas Turturro
Nicholas Turturro (New York, 29 gennaio 1962) è un attore statunitense.

## Biografia
Nicholas Turturro nasce a Brooklyn, borough di New York, il 29 gennaio 1962, figlio di Nicholas Turturro sr. (nato Nicola Turturro), un carpentiere italiano originario di Giovinazzo (in provincia di Bari), di cui successivamente è divenuto cittadino onorario, giunto negli Stati Uniti con la famiglia all'età di sei anni, e di Katherine Florence Incerella, una cantante jazz statunitense, figlia a sua volta di immigrati italiani originari di Aragona (in provincia di Agrigento). Come il più noto fratello maggiore John e la cugina paterna Aida, intraprende ben presto la carriera cinematografica. Padre di due figli, insieme al fratello partecipa ad alcuni film di Spike Lee.
È famoso soprattutto per avere interpretato, dal 1993 al 2000, il personaggio del detective James Martinez nella serie poliziesca NYPD - New York Police Department, ruolo che gli è valso un premio Emmy, e quello del sergente della polizia di New York Anthony Renzulli nell'altra serie Blue Bloods, dal 2010 al 2016.

## Filmografia parziale

### Cinema
- Fa' la cosa giusta (Do the Right Thing), regia di Spike Lee (1989)
- Mo' Better Blues, regia di Spike Lee (1990)
- Uomini d'onore (Men of Respect), regia di William Reilly (1991)
- Jungle Fever, regia di Spike Lee (1991)
- Malcolm X, regia di Spike Lee (1992)
- Mac, regia di John Turturro (1992)
- Shadow Program - Programma segreto (Shadow Conspiracy), regia di George P. Cosmatos (1997)
- Una ragazza sfrenata (Excess Baggage), regia di Marco Brambilla (1997)
- Hellraiser 5: Inferno (Hellraiser: Inferno), regia di Scott Derrickson (2000)
- The Hillside Strangler - Lo strangolatore (The Hillside Strangler), regia di Chuck Parello (2004)
- The Hollow - La notte di Ognissanti (The Hollow), regia di Kyle Newman (2004)
- L'altra sporca ultima meta (The Longest Yard), regia di Peter Segal (2005)
- Three Wise Guys, regia di Robert Iscove (2005)
- World Trade Center, regia di Oliver Stone (2006)
- Io vi dichiaro marito e... marito (I Now Pronounce You Chuck and Larry), regia di Dennis Dugan (2007)
- First Sunday - Non c'è più religione (First Sunday), regia di David E. Talbert (2008)
- Bucky Larson: Born to Be a Star, regia di Tom Brady (2011)
- Colpi da maestro (Here Comes the Boom) regia di Frank Coraci (2012)
- Il superpoliziotto del supermercato 2 (Paul Blart: Mall Cop 2), regia di Andy Fickman (2015)
- BlacKkKlansman, regia di Spike Lee (2018)

### Televisione
- NYPD - New York Police Department (NYPD Blue) – serie TV, 129 episodi (1993-2000)
- A caccia di giustizia (In the Line of Duty: Hunt for Justice), regia di Dick Lowry – film TV (1995)
- Monday Night Mayhem, regia di Ernest Dickerson – film TV (2002)
- Dangerous Isolation (Trapped!), regia di Rex Piano – film TV (2006)
- Blue Bloods – serie TV, 39 episodi (2010-2016)
- Law & Order - Unità vittime speciali (Law & Order: Special Victims Unit) – serie TV, episodi 20x14-21x09-21x10 (2019-2020)

## Doppiatori italiani
Nelle versioni in italiano delle opere in cui ha recitato, Nicholas Turturro è stato doppiato da:
- Pasquale Anselmo in CSI - Scena del crimine, Burn Notice - Duro a morire, Blue Bloods,  BlacKkKlansman
- Vittorio De Angelis in Mo' Better Blues, L'altra sporca ultima meta
- Simone Mori in Una ragazza sfrenata, Vi dichiaro marito e marito
- Fabrizio Vidale in Law & Order - I due volti della giustizia
- Edoardo Nevola in New York Police Department
- Fabio Boccanera in Hellraiser 5: Inferno
- Christian Iansante in Alla ricerca di Jimmy
- Andrea Ward in Dangerous Isolation
- Oreste Baldini in Shadow Program - Programma segreto
- Fabrizio Manfredi in World Trade Center
- Mirko Mazzanti in First Sunday
- Saverio Indrio in White Collar - Fascino criminale
- Alessandro Spadorcia ne Lo strangolatore
- Enrico Pallini in Il superpoliziotto del supermercato 2
- Gianni Bersanetti in Law & Order - Unità vittime speciali (ep. 20x14)
- Luigi Ferraro in Law & Order - Unità vittime speciali (ep. 21x09-21x10)